# Aieta
Aieta ist eine italienische Gemeinde in der Provinz Cosenza in der Region Kalabrien mit 742 Einwohnern (Stand 31. Dezember 2023).
Aieta liegt 113 km nördlich von Cosenza.
Die Nachbargemeinden sind: Laino Borgo, Laino Castello, Papasidero, Praia a Mare und Tortora.
Aieta gehört zu den I borghi più belli d’Italia (Die schönsten Orte Italiens).